# Премия имени Макса Джейкоба
Премия имени Макса Джейкоба (англ. Max Jakob Memorial Award) — научная премия за «выдающиеся научные достижения и выдающееся руководство» в области теплообмена. Вручается ежегодно Американским обществом инженеров-механиков (англ. ASME) и Американским институтом инженеров-химиков (англ. AIChE). Самая высокая награда в области теплообмена.
Премия присуждается без ограничений по общественному положению или гражданству соискателя. Лауреат получает бронзовую табличку, выгравированный сертификат, гонорар ($1000) и компенсацию расходов на проезд для получения награды (не более $1000). Лауреат читает Лекцию на ежегодной конференции по теплообмену в Американском обществе машиностроения.

## История
Премия была учреждена в 1961 году Американским обществом теплотехнического машиностроения в честь Макса Джейкоба, пионера в области исследований передачи тепла, в знак признания его вклада в качестве научного сотрудника, педагога и автора. В 1962 году AIChE присоединился к ASME при представлении премии.
За всю историю Премии её получил только один советский учёный — Самсон Кутателадзе (1969) и один российский — А. И. Леонтьев (1998)

## Лауреаты
- 1961: Эрнст Эккерт, США
- 1962: Llewellyn M. K. Boelter[англ.], США
- 1963: Уильям Х. МакАдамс, США
- 1964: Эрнст Шмидт, Германия
- 1965: Hoyt C. Hottel[англ.], США
- 1966: Сэр Оуэн Сондерс[англ.], Великобритания
- 1967: Томас Б. Дрю, США
- 1968: Сиро Нукияма, Япония
- 1969: Самсон Кутателадзе, СССР
- 1970: Уоррен М. Рохенов, США
- 1971: Джеймс У. Вествотер, США
- 1972: Карл А. Гарднер, США
- 1973: Ульрих Григуль[нем.], Германия
- 1974: Питер Грассманн, Швейцария
- 1975: Роберт Г. Дисслер, США
- 1976: Ephraim M. Sparrow[англ.], США
- 1977: Д. Брайан Сполдинг, Великобритания
- 1978: Ниичи Нишиваки, Япония
- 1979: Стюарт У. Черчилль, США
- 1980: Ральф А. Себан, США
- 1981: Chang-Lin Tien[англ.], США
- 1982: Симон Острах[англ.], США
- 1983: Bei Tse Chao, США
- 1984: Александр Луи Лондон[англ.], США
- 1985: Франк Крейт[англ.], США
- 1986: Раймонд Висканта[англ.], США
- 1987: S. George Bankoff, США
- 1988: Ясуо Мори, Япония
- 1989: Джеймс П. Хартнетт, США
- 1990: Ричард Дж. Гольдштейн, США
- 1991: Франц X. Майнингер[нем.], Германия
- 1992: Уильям М. Кейс, США
- 1993: Бенджамин Гебхарт, США
- 1994: Джеффри Ф. Хьюитт[англ.], Великобритания
- 1995: Артур Э. Берглес, США
- 1996: Роберт Сигель[англ.], США
- 1997: Джон Р. Хауэлл, США
- 1998: Александр Леонтьев, Россия
- 1999: Адриан Бежан[англ.], США
- 2000: Ведат Арпачи, США
- 2001: Джон Чен , США
- 2002: Йогеш Джалурия[англ.], США
- 2003: Кеннет Дж. Белл, США
- 2004: Виджай К. Дхир[англ.], США
- 2005: Ping Cheng, Китай
- 2006: Kwang-Tzu Yang, США
- 2007: Wen-Jei Yang, США
- 2008: Сухас Патанкар[англ.], США
- 2009: Иван Кэттон, США
- 2010: Амир Фагри[англ.], США
- 2011: Dimos Poulikakos, Швейцария
- 2012: Wataru Nakayama, Япония
- 2013: Ken Diller, США
- 2014: P. S. Айясвами[англ.], США
- 2017: Je-Chin Han